# Simulathena papuensis
Simulathena papuensis is een slakkensoort uit de familie van de Planaxidae. De wetenschappelijke naam van de soort is voor het eerst geldig gepubliceerd in 1992 door Houbrick.